# فيكي غاليندو
فيكي غاليندو (بالإنجليزية: Vicky Galindo) هي لاعبة كرة لينة أمريكية، ولدت في 22 ديسمبر 1983 في يونيون سيتي في الولايات المتحدة.

## وصلات خارجية
- فيكي غاليندو على موقع اللجنة الأولمبية الدولية (الإنجليزية)
- فيكي غاليندو على موقع أوليمبيديا (الإنجليزية)